# Susana López Ares
Susana López Ares (Ponferrada, 8 de desembre de 1967) és una professora i política espanyola, diputada per Astúries durant les XI i XII legislatures pel partit Popular.

## Biografia
És llicenciada (1990) i doctora (1994) en Ciències Econòmiques i Empresarials per la Universitat d'Oviedo. Exerceix com a professora titular al Departament d'Economia Quantitativa de la Universitat d'Oviedo; així mateix, entre 2004 i 2008 va ser directora de l'Escola Universitària d'Empresarials i entre 2008 i 2011 va ser vicerectora d'Estudiants i Ocupació. Ha estat professora visitant a la Universitat d'Aalborg, a la Universitat de l'Havana i en la Universitat de Viena.
Entre 2011 i 2015 va ser diputada a la Junta General del Principat d'Astúries, on va ocupar el càrrec de portaveu d'Economia, Ocupació, Educació i Universitats i R+D+i, i des de desembre de 2015 és diputada per Astúries al Congrés.

## Publicacions
- Tendencias demográficas y planificación económica en el Principado de Asturias
- E-Business y Comercio Electrónico
- La población del municipio de Gijón en el horizonte del 2010: Demanda futura del SAD
- Proyección de la población de El Bierzo
- Problemas y Cuestiones de Matemáticas para el Análisis Económico